# Saraband (2003)
Saraband es una película dirigida por el director sueco Ingmar Bergman en 2003.

## Desarrollo
A pesar de que había declarado con anterioridad que nunca más volvería a dirigir largometrajes, de hecho, desde 1982, fecha en la que dirigió Fanny y Alexander, sus únicas realizaciones han sido cortometrajes y películas para televisión como lo era en principio esta.
Bergman recupera a sus personajes de Secretos de un matrimonio, Johan y Marianne y los sitúa 30 años después.
El título hace alusión al de una danza española del siglo XVI, que se introdujo como movimiento musical en las suites barrocas y, con esa excusa, Bergman traza una obra de arquitectura musical, con diez movimientos, un preludio y una coda. Agrupa a los personajes de dos en dos (la zarabanda era una danza por parejas en la que el hombre y la mujer iban acercándose y alejándose insinuantemente).

## Sinopsis
Después de estar separados durante 30 años, Marianne (Liv Ullmann) tiene el deseo de volver a ver a su exmarido Johan (Erland Josephson). Acude a la residencia de verano de éste, en la isla de Dalarna, en la que también están el hijo de Johan, Henrik (Börje Ahlstedt) y su nieta Karin (Julia Dufvenius). Henrik imparte clases de violonchelo a su hija. La mujer de Henrik murió dos años antes, pero su sombra está aún presente en la vida de todos los miembros de la familia. Sin hacerse una idea exacta de lo que está sucediendo, Marianne se verá envuelta en las maniobras de todos.

## Elenco
- Liv Ullmann – Marianne
- Erland Josephson – Johan
- Börje Ahlstedt – Henrik
- Julia Dufvenius – Karin
- Gunnel Fred – Martha